# Kickoff (futebol americano)

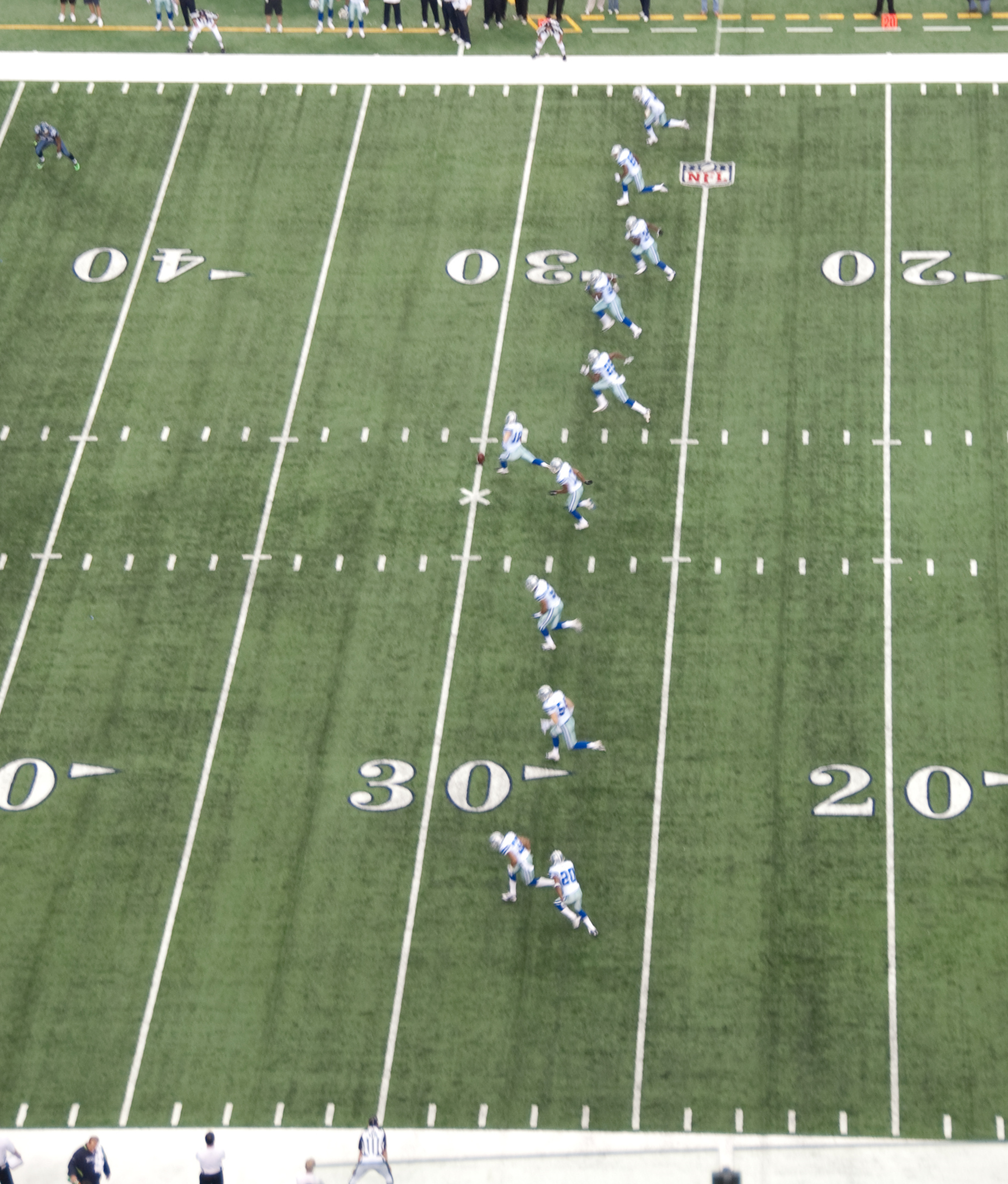
Time do Dallas Cowboys chutando a bola para iniciar o jogo.

O kickoff é um método de iniciar uma jogada no futebol americano. Além disso, pode se referir ao horário de início, o horário programado para o primeiro kickoff de um jogo. A jogada é feita pelo time de especialistas. Normalmente, um kickoff consiste em uma equipe – a "equipe que chuta" – chutando a bola para a equipe adversária – a "equipe que recebe". A equipe que recebe tem então o direito de devolver a bola, ou seja, tentar avançá-la em direção à end zone da equipe que chutou, até que o jogador com a bola seja derrubado pela equipe que chutou, saia para fora dos limites do campo, marque um touchdown ou a jogada seja considerada encerrada por outro motivo. Os kickoffs ocorrem no início de cada metade do jogo, no começo da prorrogação em alguns formatos de prorrogação e após jogadas que resultam em pontos. Normalmente, a equipe que chuta espera lançar a bola o mais longe possível no campo para maximizar a distância que a equipe que retorna o chute precisa avançar para marcar pontos.